# Przedwiośnie (obraz Ferdynanda Ruszczyca)
Przedwiośnie, także Wiosna – obraz olejny polskiego malarza Ferdynanda Ruszczyca z 1900 roku, znajdujący się w Galerii sztuki polskiej 1800–1945 Muzeum Śląskiego w Katowicach.
Szkicownik malarza z lat 1899-1900 zawiera kilka szkiców do tego obrazu. Artysta przedstawił cztery bezlistne drzewka rosnące między polami. Za drewnianym płotem wznosi się zieleniejący stok. Dzieło powstało w Bohdanowie w 1900. Jest sygnowane: F. Ruszczyc 19. Obraz ma wymiary 41,5 × 44,8 cm. W zbiorach Muzeum Śląskiego w Katowicach znajduje się od 1939 roku. Muzealny numer inwentarzowy: MŚK/SzM/466.